# Trei zile până la Crăciun
Trei zile până la Crăciun este un film documentar românesc din 2012 regizat de Radu Gabrea. Scenariul este scris de Grigore Cartianu după propriul roman intitulat Sfârșitul Ceaușeștilor. Filmul prezintă ultimele trei zile din viața cuplului Nicolae și Elena Ceaușescu. Rolurile principale sunt interpretate de actorii Constantin Cojocaru (Nicolae Ceaușescu) și Victoria Cociaș (Elena Ceaușescu).

## Rezumat
Filmul prezintă crudul adevăr ce trebuia înfruntat de cuplul dictatorial - faptul ca au pierdut puterea la scurt timp după ce au avut toată puterea. De asemenea, faptul că au fost trădați de cei considerați loiali lor.

## Distribuție
- Constantin Cojocaru — Nicolae Ceaușescu, secretarul general al PCR, președintele RSR
- Victoria Cociaș — Elena Ceaușescu, membră a Biroului Permanent al Comitetului Politic Executiv al PCR, prim-viceprim-ministru al RSR, soția lui Nicolae Ceaușescu
- Costel Cașcaval — plt. Constantin Paisie de la Miliția Județeană Dâmbovița
- Ion Grosu — lt. mj. Iulian Stoica de la UM 01417 din Târgoviște
- Daniel Popa — cpt. Ioan Boboc de la UM 01378 din Târgoviște
- Mircea Rusu — col. Gică Popa, președintele completului de judecată care i-a condamnat pe soții Ceaușescu
- George Alexandru — col. Andrei Kemenici, comandantul UM 01417, șeful Garnizoanei Târgoviște
- Sorin Cociș — ing. Victor Șeinescu, ofițerul de serviciu de la Centrul pentru Protecția Plantelor de lângă Târgoviște
- Dragoș Stemate — mr. Ion Țecu, locțiitorul comandantului UM 01417 din Târgoviște
- Toma Cuzin — Ilie Știrbescu, tapițer la Cooperativa Progresul din Târgoviște, liderul revoluționarilor care au pătruns în sediul Miliției Județene Dâmbovița
- Alexandru Mihăescu — Nicolae Teodorescu, avocatul din oficiu al apărării în procesul soților Ceaușescu
- Alexandru Bindea — mr. Dan Voinea, procurorul militar din procesul soților Ceaușescu
- Daniel Bărbulescu — gen.lt. Victor Atanasie Stănculescu, ministrul adjunct al apărării naționale
- Duță Radu
- Valentin Buiculescu
- Nicolae Stoica
- Cătălin Rotaru
- Marian Popa
- Adrian Ungureanu
- Nelu Caragea
- Veronica Gheorghe
- Ionuț Moldoveanu — cpt. Ionel Boeru, șeful plutonului de execuție al soților Ceaușescu
- Valentin Florea — soldat parașutist
- Ionuț Casandroiu
- Clate Idris
- Eugen Dumitrescu
- Ion Caramitru — propriul rol
- Sergiu Nicolaescu — propriul rol
- Ion Iliescu — propriul rol
- Petre Roman — propriul rol

## Primire
Filmul a fost vizionat de 884 de spectatori în cinematografele din România, după cum atestă o situație a numărului de spectatori înregistrat de filmele românești de la data premierei și până la data de 31 decembrie 2014 alcătuită de Centrul Național al Cinematografiei.